# Suecia en el Festival de la Canción de Eurovisión 2010

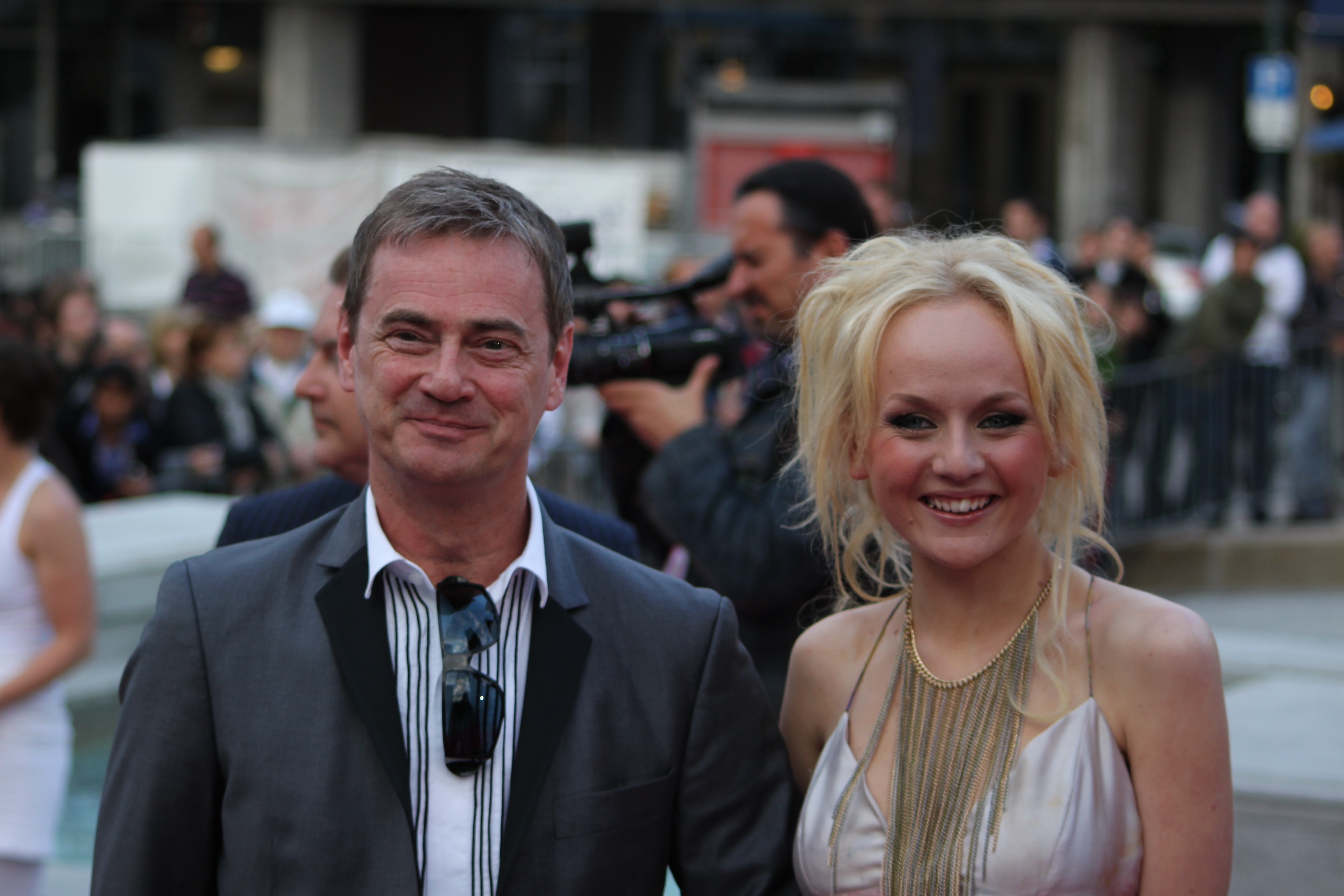
Anna Bergendahl junto con Christer Björkman en el evento de bienvenida de Eurovisión 2010.

Suecia participó en el Festival de Eurovisión de 2010 que tuvo lugar en Noruega enviando su participación número 50 desde su debut en 1958. Su representante fue Anna Bergendahl con un tema llamado This Is My Life. Ambos fueron elegidos a través de la 49.ª edición del Melodifestivalen.

## Melodifestivalen 2010
En total, 2.860 fueron enviadas para participar en el Melodifestivalen 2010. 246 participaron en la elección por internet, aunque sólo 181 completaron el proceso cumpliendo todas las reglas. Completando con 2.614 canciones que fueron por la vía clásica. El 14 de octubre de 2009, la SVT reveló los nombre de 27 canciones clasificadas y sus compositores, ese mismo día se revelaron los candidatos por internet que podían ser oídos y votados.

### Sedes
| Fecha         | Ciudad       | Lugar             | Acto        |
| ------------- | ------------ | ----------------- | ----------- |
| 6 de febrero  | Örnsköldsvik | Fjällräven Center | Semifinal 1 |
| 13 de febrero | Sandviken    | Göransson Arena   | Semifinal 2 |
| 20 de febrero | Gotemburgo   | Scandinavium      | Semifinal 3 |
| 27 de febrero | Malmö        | Malmö Arena       | Semifinal 4 |
| 6 de marzo    | Örebro       | Conventum Arena   | Repesca     |
| 13 de marzo   | Estocolmo    | Globen            | Final       |

### Artistas

#### Semifinal 1
| # | Artista           | Canción                        | Letra (l) / Música (m)                                                                             | Votos   | Votos   | Puesto | Resultado |
| # | Artista           | Canción                        | Letra (l) / Música (m)                                                                             | Ronda 1 | Ronda 2 | Puesto | Resultado |
| - | ----------------- | ------------------------------ | -------------------------------------------------------------------------------------------------- | ------- | ------- | ------ | --------- |
|   | Jenny Silver      | "A Place To Stay"              | Torben Hedlund (m & l)                                                                             |         |         |        |           |
|   | Jessica Andersson | "I Did It For Love"            | Lars "Dille" Diedricson (m), Kristian Wejshag (l)                                                  |         |         |        |           |
|   | Pain of Salvation | "Road Salt"                    | Daniel Gildenlöw (m & l)                                                                           |         |         |        |           |
|   | Frispråkarn       | "Singel"                       | Hamed K-One Pirouzpanah (m), Håkan Bäckman (t)                                                     |         |         |        |           |
|   | Anders Ekborg     | "The Saviour"                  | Henrik Janson (m & l), Tony Nilsson (m & l)                                                        |         |         |        |           |
|   | Ola Svensson      | "Unstoppable"                  | Dimitri Stassos (m & l), Alexander Kronlund (m & l), Hanif Sabzevari (m & l), Ola Svensson (m & l) |         |         |        |           |
|   | Linda Pritchard   | "You're Making Me Hot-Hot-Hot" | Tobias Lundgren (m & l), Johan Fransson (m & l), Tim Larsson (m & l)                               |         |         |        |           |
|   | Salem Al Fakir    | "Keep On Walking"              | Salem Al Fakir (m & l)                                                                             |         |         |        | Invitado  |

#### Semifinal 2
| # | Artista                              | Canción                        | Letra (l) / Música (m) | Votos   | Votos   | Puesto | Resultado                 |
| # | Artista                              | Canción                        | Letra (l) / Música (m) | Ronda 1 | Ronda 2 | Puesto | Resultado                 |
| - | ------------------------------------ | ------------------------------ | --- | ------- | ------- | ------ | ------------------------- |
|   | Andra Generationen & Dogge Doggelito | "Hippare Hoppare"              | Vlatko Ancevski (m & l), Vlatko Gicarevski (m & l), Mats Nilsson (m & l), Teddy Paunkoski (m & l), Otis Sandsjö (m & l), Stevan Tomulevski (m & l), Douglas Léon (m & l) |         |         |        |                           |
|   | Anna-Maria Espinosa                  | "Innan alla ljusen brunnit ut" | Stefan Woody (m), Danne Attlerud (l) |         |         |        |                           |
|   | Eric Saade                           | "Manboy"                       | Fredrik Kempe (m & l), Peter Boström (m) |         |         |        |                           |
|   | Hanna Lindblad                       | "Manipulated"                  | Sarah Lundbäck (m & l), Iggy Strange-Dahl (m & l), Hayden Bell (m & l), Erik Lewander (m & l)                                                                            |         |         |        |                           |
|   | Kalle Moraeus & Orsa Spelmän         | "Underbart"                    | Lina Eriksson (l), Johan Moraeus (m) |         |         |        |                           |
|   | Andreas Johnson                      | "We Can Work It Out"           | Bobby Ljunggren (m), Marcos Ubeda (m), Andreas Johnson (l) |         |         |        |                           |
|   | MiSt & Highlights                    | "Come And Get Me Now"          | Mia Terngård (m & l), Stefan Lebert (m) |         |         |        | Invitado por votación web |
|   | TBD                                  | TBD                            | TBD |         |         |        | Invitado                  |

#### Semifinal 3
| # | Artista           | Canción                        | Letra (l) / Música (m)                                                 | Votos   | Votos   | Puesto | Resultado |
| # | Artista           | Canción                        | Letra (l) / Música (m)                                                 | Ronda 1 | Ronda 2 | Puesto | Resultado |
| - | ----------------- | ------------------------------ | ---------------------------------------------------------------------- | ------- | ------- | ------ | --------- |
|   | Elin Lanto        | "Doctor Doctor"                | Tony Nilsson (m & l), Mirja Breitholtz (m & l)                         |         |         |        |           |
|   | Alcázar           | "Headlines"                    | Tony Nilsson (m & l), Peter Boström (m & l)                            |         |         |        |           |
|   | Crucified Barbara | "Heaven or Hell"               | Håkan Larsson (m & l), Jörgen Svensson (m & l), Björn Lönnroos (m & l) |         |         |        |           |
|   | NEO               | "Human Frontier"               | Tobias Jonsson (m & l), Anneli Axelsson (m & l)                        |         |         |        |           |
|   | Erik Linder       | "Hur kan jag tro på kärleken?" | Kenneth Gärdestad (l), Tony Malm (m), Niclas Lundin (m)                |         |         |        |           |
|   | Py Bäckman        | "Magisk stjärna"               | Micke Wennborn (m), Py Bäckman (m & l)                                 |         |         |        |           |
|   | Getty             | "Yeba"                         | Getty Domein Mpanzu (l), Tuomas (Tiny) Pyhäjärvi (m)                   |         |         |        |           |
|   | Darin             | "You're Out Of My Life"        | Henrik Janson (m & l), Tony Nilsson (m & l)                            |         |         |        | Invitado  |

#### Semifinal 4
| # | Artista             | Canción                | Letra (l) / Música (m)                                                 | Votos   | Votos   | Puesto | Resultado |
| # | Artista             | Canción                | Letra (l) / Música (m)                                                 | Ronda 1 | Ronda 2 | Puesto | Resultado |
| - | ------------------- | ---------------------- | ---------------------------------------------------------------------- | ------- | ------- | ------ | --------- |
|   | Noll disciplin      | "Idiot"                | Niklas Jarl (m & l), Per Aldeheim (m & l)                              |         |         |        |           |
|   | Pernilla Wahlgren   | "Jag vill om du vågar" | Pontus Assarsson (m & l), Jörgen Ringqvist (m & l), Daniel Barkman (t) |         |         |        |           |
|   | Timoteij            | "Kom"                  | Niclas Arn (m & l), Karl Eurén (m & l), Gustav Eurén (m & l)           |         |         |        |           |
|   | Sibel               | "Stop"                 | Mikaela Stenström (m & l), Dimitri Stassos (m & l)                     |         |         |        |           |
|   | Anna Bergendahl     | "This Is My Life"      | Kristian Lagerström (l), Bobby Ljunggren (m)                           |         |         |        |           |
|   | Lovestoned          | "Thursdays"            | Thomas G:son (m), Peter Boström (m), Sharon Vaughn (l)                 |         |         |        |           |
|   | Johannes Bah Kuhnke | "Tonight"              | Sharon Vaughn (m & l), Anders Hansson (m & l)                          |         |         |        |           |
|   | Peter Jöback        | "Hollow"               | Anders Hansson (m & l), Fredrik Kempe (m & l)                          |         |         |        | Invitado  |

## En Eurovisión
El Festival de la Canción de Eurovisión 2010 tuvo lugar en el Telenor Arena de Oslo, Noruega: consistió en dos semifinales el 25 y 27 de mayo y la final el 29 de mayo de 2010. De acuerdo con las reglas de Eurovisión, todas las naciones con excepción del país anfitrión y los "5 grandes" (Big Five) deben clasificarse en una de las dos semifinales para competir en la Gran Final; los diez mejores países de cada semifinal avanzan a esta final. Suecia estuvo en la semifinal 2, actuando en el puesto 6.
This Is My Life consiguió en la segunda semifinal un undécimo puesto y 62 puntos, lo que no le permitió pasar a la Gran Final.